# اچ‌ام‌اس پرایمروز (۱۸۰۷)
اچ‌ام‌اس پرایمروز (۱۸۰۷) (به انگلیسی: HMS Primrose (1807)) یک کشتی بود که طول آن ۱۰۰ فوت ۶ اینچ (۳۰٫۶۳ متر) بود. این کشتی در سال ۱۸۰۷ ساخته شد.